# Miklós Beer

Bischofswappen von Miklós Beer

Miklós Beer (* 1. Juni 1943 in Budapest) ist ein ungarischer römisch-katholischer Geistlicher und emeritierter Bischof von Vác.

## Leben
Miklós Beer empfing am 19. Juni 1966 die Priesterweihe für das Erzbistum Esztergom.
Papst Johannes Paul II. ernannte ihn am 8. April 2000 zum Weihbischof im Erzbistum Esztergom-Budapest und Titularbischof von Caeciri. Der Erzbischof von Esztergom-Budapest, Kardinal László Paskai, spendete ihm am 27. Mai 2000 die Bischofsweihe. Mitkonsekratoren waren Erzbischof István Seregély von Eger und Antal Spányi, Weihbischof in Esztergom-Budapest.
Am 27. Mai 2003 ernannte Johannes Paul II. Miklós Beer zum Bischof von Vác.
Im Dezember 2018 veröffentlichte er ein Solidaritätsschreiben für regierungskritische Demonstranten und wurde deshalb von einem regierungsnahen Nachrichtensender als „Judas-Priester“ attackiert.
Papst Franziskus nahm am 12. Juli 2019 seinen altersbedingten Rücktritt an.